# Limitations de vitesse en Finlande
 (mai 2009).
Si vous disposez d'ouvrages ou d'articles de référence ou si vous connaissez des sites web de qualité traitant du thème abordé ici, merci de compléter l'article en donnant les références utiles à sa vérifiabilité et en les liant à la section « Notes et références ».

Limitations de vitesse en Finlande.

Les vitesses maximales autorisées en Finlande (abréviation officielle : FIN, jadis SF) sont les suivantes :
- 50 km/h en ville ;
- 80 ou 100 km/h hors agglomération ;
- sur autoroute :
  - 100 km/h en hiver ;
  - 120 km/h le reste de l'année[1].

## Autres règles
- Allumage des feux de croisement obligatoire 24h/24.
- Alcoolémie maximum autorisée au volant : 0,5 g/l d'alcool dans le sang[1].
- En cas d'accident avec un renne, les autorités locales doivent obligatoirement être prévenues.
- Certaines amendes sont indexées sur les revenus. Un des cas les plus connus est celui d'un riche industriel finlandais, qui a eu 20 500 euros d'amende pour avoir roulé à la vitesse de 67 km/h au lieu de 30 km/h.